# Phước Thuận, Tuy Phước
Phước Thuận là một xã thuộc huyện Tuy Phước, tỉnh Bình Định, Việt Nam.
Xã Phước Thuận có diện tích 21,97 km², dân số năm 1999 là 15800 người, mật độ dân số đạt 719 người/km².

## Lịch sử
Ngày 24 tháng 8 năm 1981, Hội đồng Bộ trưởng ban hành quyết định số 41-HĐBT về việc chuyển xã Phước Thuận thuộc huyện Phước Vân về huyện Tuy Phước mới tái lập quản lý.

## Hành chính
Xã Phước Thuận được chia thành 8 thôn: Bình Thái, Diêm Vân, Liêm Thuận, Lộc Hạ, Nhân Ân, Phổ Trạch, Quảng Vân, Tân Thuận.